# 薄叶阴地蕨
薄叶阴地蕨（学名：Botrychium daucifolium）为阴地蕨科阴地蕨属下的一个种。

## 扩展阅读
維基物種上的相關：薄叶阴地蕨